# Karl Mellmann
Karl Mellmann (* 9. September 1911 in Hamburg; † nicht bekannt) war ein deutscher Polizeioffizier (DVP). Er war Generalmajor und langjähriger Leiter von Hauptabteilungen im Ministerium des Innern (MdI) der DDR.

## Leben
Nach dem Besuch der Volksschule und des Gymnasiums mit Abitur studierte er Rechtswissenschaften. Danach arbeitete er als Rechtsanwalt. Bei Kriegsausbruch 1939 wurde er zum Kriegsdienst in die Wehrmacht eingezogen. Als Hauptmann geriet er in sowjetische Kriegsgefangenschaft, besuchte eine Antifa-Schule und wurde Mitglied des Nationalkomitees Freies Deutschland (NKFD).
1945 kehrte er nach Deutschland zurück, wurde Mitglied der KPD/SED und Angehöriger der DVP. Als VP-Inspekteur war er stellvertretender Leiter der Hauptabteilung Kriminalpolizei und als solcher an den Ermittlungen zur Vorbereitung der Waldheimer Prozesse beteiligt. Anschließend war er als Oberst der VP stellvertretender bzw. Leiter der Hauptabteilung Ausbildung/Schulung im Innenministerium. Nach Bildung einer eigenständigen Abteilung Kampfgruppen im MdI 1961, die dem Stellvertreter des Ministers für bewaffnete Organe, Willi Seifert, direkt unterstand, wurde Mellmann Leiter dieser Abteilung, die 1965 zur Hauptabteilung aufgewertet wurde. Am 30. Juni 1964 wurde er zum Generalmajor ernannt. Mellmann war auch als Leiter der Sportgemeinschaft Dynamo Nordwest tätig und blieb bis 1972 Leiter der Hauptabteilung Kampfgruppen.
Mellmann lebte zuletzt als Veteran in Berlin.

## Auszeichnungen
- 1961 Vaterländischer Verdienstorden in Silber[4]
- 1971 Friedrich-Ludwig-Jahn-Medaille
- 1971 Scharnhorst-Orden
- 1981 Vaterländischer Verdienstorden in Gold
- 1986 Ehrenspange zum Vaterländischen Verdienstorden in Gold